# Swedenborgita
La swedenborgita es un mineral óxido de composición NaBe4Sb5+O7.
Descrito por primera vez en 1924 por Gregori Aminoff, su nombre hace honor a Emanuel Swedenborg (1688-1772), científico, teólogo, filósofo y místico sueco.

## Propiedades
La swedenborgita es un mineral incoloro, de color vino pálido o amarillo miel; también es incoloro con luz transmitida.
Transparente, tiene brillo vítreo.
Es fluorescente, azul cielo en el ultravioleta lejano (254 nm) y rojo oscuro en el ultravioleta cercano (365 nm).
Posee una densidad de 4,285 g/cm³ y una notable dureza, 8 en la escala de Mohs.
Es insoluble en ácidos.
Cristaliza en el sistema hexagonal, clase dihexagonal piramidal (6mm).
Contiene un 38% de antimonio, un 12% de berilio y un 7,9% de sodio. Como principales impurezas puede contener calcio y magnesio.

## Morfología y formación
La swedenborgita forma cristales prismáticos cortos, prominentes en {1010}, {1011} y {0001}. Con un tamaño de hasta 8 mm, pueden ser morfológicamente hemiédricos.
Encontrada en un skarn de hierro-manganeso —véase más abajo—, la swedenborgita aparece asociada a bromellita, richterita, biotita de manganeso, calcita y hematita.

## Yacimientos
La localidad tipo —y único depósito conocido— está en Långban (Värmland, Suecia). Es este un depósito de hierro-manganeso sometido a metamorfismo con skarns y pegmatitas sumamente complejos. Contiene unos 300 minerales distintos, de los cuales una treintena son exclusivos de este enclave.